# Seznam dílů seriálu Riley ve velkém světě
Toto je seznam dílů seriálu Riley ve velkém světě.

## Přehled řad
| Řada    | Díly    | Premiéra v USA  | Premiéra v USA  | Premiéra v ČR     | Premiéra v ČR     |
| Řada    | Díly    | První díl       | Poslední díl    | První díl         | Poslední díl      |
| ------- | ------- | --------------- | --------------- | ----------------- | ----------------- |
| 1       | 20      | 27. června 2014 | 27. března 2015 | 15. října 2014    | 26. září 2015     |
| Speciál | Speciál | 15. dubna 2015  | 15. dubna 2015  | 24. října 2015    | 24. října 2015    |
| 2       | 30      | 11. května 2015 | 11. března 2016 | 7. listopadu 2015 | 18. prosince 2016 |
| 3       | 21      | 3. června 2016  | 20. ledna 2017  | 7. ledna 2017     | 18. června 2017   |

## Seznam dílů

### První řada (2014–2015)
| Č. v seriálu | Č. v řadě | Původní název                    | Český název | Režie          | Scénář                                               | Premiéra v USA     | Premiéra v ČR      |
| ------------ | --------- | -------------------------------- | ----------- | -------------- | ---------------------------------------------------- | ------------------ | ------------------ |
| 1            | 1         | Girl Meets World                 |             | John Whitesell | Michael Jacobs                                       | 27. června 2014    | 15. října 2014     |
| 2            | 2         | Girl Meets Boy                   |             | Joel Zwick     | Michael Jacobs                                       | 11. července 2014  | 15. listopadu 2014 |
| 3            | 3         | Girl Meets Sneak Attack          |             | Joel Zwick     | Cindy Fang                                           | 18. července 2014  | 22. listopadu 2014 |
| 4            | 4         | Girl Meets Father                |             | Joel Zwick     | Randi Barnes                                         | 25. července 2014  | 29. listopadu 2014 |
| 5            | 5         | Girl Meets the Truth             |             | Joel Zwick     | Matthew Nelson                                       | 1. srpna 2014      | 23. listopadu 2014 |
| 6            | 6         | Girl Meets Popular               |             | Jon Rosenbaum  | Jeff Menell                                          | 8. srpna 2014      | 13. prosince 2014  |
| 7            | 7         | Girl Meets Maya's Mother         |             | John Whitesell | Matthew Nelson                                       | 15. srpna 2014     | 20. prosince 2014  |
| 8            | 8         | Girl Meets Smackle               |             | Ben Savage     | Teresa Kale                                          | 12. září 2014      | 14. února 2015     |
| 9            | 9         | Girl Meets 1961                  |             | Rider Strong   | Matthew Nelson                                       | 19. září 2014      | 27. prosince 2014  |
| 10           | 10        | Girl Meets Crazy Hat             |             | Joel Zwick     | Lauren Otero                                         | 26. září 2014      | 7. února 2015      |
| 11           | 11        | Girl Meets World of Terror       |             | Joel Zwick     | Teresa Kale                                          | 2. října 2014      | 21. února 2015     |
| 12           | 12        | Girl Meets the Forgotten         |             | Joel Zwick     | Jeff Menell                                          | 10. února 2014     | 11. dubna 2015     |
| 13           | 13        | Girl Meets Flaws                 |             | Joel Zwick     | Mark Blutman                                         | 17. října 2014     | 18. dubna 2015     |
| 14           | 14        | Girl Meets Friendship            |             | John Whitesell | Mark Blutman                                         | 21. listopadu 2014 | 10. října 2015     |
| 15           | 15        | Girl Meets Brother               |             | John Whitesell | Randi Barnes, Cindy Fang, Teresa Kale a Lauren Otero | 28. listopadu 2014 | 25. dubna 2015     |
| 16           | 16        | Girl Meets Home for the Holidays |             | John Whitesell | Jeff Menell                                          | 5. prosince 2014   | 9. prosince 2015   |
| 17           | 17        | Girl Meets Game Night            |             | Michael Kelly  | Cindy Fang, Lauren Otero a Randi Barnes              | 9. ledna 2015      | 12. září 2015      |
| 18           | 18        | Girl Meets Master Plan           |             | Jon Rosenbaum  | Michael Jacobs                                       | 16. ledna 2015     | 3. října 2015      |
| 19           | 19        | Girl Meets Farkle's Choice       |             | John Whitesell | Mark Blutman                                         | 6. února 2015      | 5. září 2015       |
| 20           | 20        | Girl Meets First Date            |             | Rider Strong   | Susan Estelle Jansen                                 | 27. března 2015    | 26. září 2015      |

### Speciál (2015)
| Č. v seriálu | Původní název                                  | Český název | Režie      | Scénář      | Premiéra v USA | Premiéra v ČR  |
| ------------ | ---------------------------------------------- | ----------- | ---------- | ----------- | -------------- | -------------- |
| 21           | Girl Meets Demolition Girl Meets What the What |             | Joel Zwick | Jeff Menell | 17. dubna 2015 | 24. října 2014 |

### Druhá řada (2015–2016)
| Číslo epizody | Název epizody                               | Premiéra v USA     | Premiéra v ČR      |
| ------------- | ------------------------------------------- | ------------------ | ------------------ |
| 1             | Girl Meets Gravity                          | 11. května 2015    | 7. listopadu 2015  |
| 2             | Girl Meets the New World                    | 12. května 2015    | 14. listopadu 2015 |
| 3             | Girl Meets the Secret of Life               | 13. května 2015    | 21. listopadu 2015 |
| 4             | Girl Meets Pluto                            | 14. května 2015    | 28. listopadu 2015 |
| 5             | Girl Meets Mr. Squirrels                    | 15. května 2015    | 5. prosince 2015   |
| 6             | Girl Meets the Tell-Tale-Tot                | 5. června 2015     | 12. prosince 2015  |
| 7             | Girl Meets Rules                            | 12. června 2015    | 19. prosince 2015  |
| 8             | Girl Meets Hurricane                        | 19. června 2015    | 26. prosince 2015  |
| 9             | Girl Meets Mr. Squirrels Goes to Washington | 10. července 2015  |                    |
| 10            | Girl Meets the New Teacher                  | 17. července 2015  | 3. září 2016       |
| 11            | Girl Meets Fish                             | 24. července 2015  | 17. října 2015     |
| 12            | Girl Meets Yearbook                         | 7. srpna 2015      | 10. září 2016      |
| 13            | Girl Meets Semi-Formal                      | 14. srpna 2015     | 17. září 2016      |
| 14            | Girl Meets Creativity                       | 21. srpna 2015     | 24. září 2016      |
| 15            | Girl Meets I Am Farkle                      | 11. září 2015      | 15. října 2016     |
| 16            | Girl Meets Cory and Topanga                 | 18. září 2015      | 5. listopadu 2016  |
| 17            | Girl Meets Rileytown                        | 25. září 2015      | 26. listopadu 2016 |
| 18            | Girl Meets World of Terror 2                | 2. října 2015      | 31. října 2016     |
| 19            | Girl Meets Rah Rah                          | 9. října 2015      | 19. listopadu 2016 |
| 20            | Girl Meets Texas: Part 1                    | 16. října 2015     | 27. listopadu 2016 |
| 21            | Girl Meets Texas: Part 2                    | 17. října 2015     | 3. prosince 2016   |
| 22            | Girl Meets Texas: Part 3                    | 18. října 2015     | 4. prosince 2016   |
| 23            | Girl Meets the Forgiveness Project          | 6. listopadu 2015  | 12. listopadu 2016 |
| 24            | Girl Meets Belief                           | 13. listopadu 2015 | 8. října 2016      |
| 25            | Girl Meets the New Year                     | 4. prosince 2015   | 17. prosince 2016  |
| 26            | Girl Meets STEM                             | 8. ledna 2016      | 22. října 2016     |
| 27            | Girl Meets Money                            | 22. ledna 2016     | 10. prosince 2016  |
| 28            | Girl Meets Commonism                        | 12. února 2016     | 1. října 2016      |
| 29            | Girl Meets the Bay Window                   | 19. února 2016     | 11. prosince 2016  |
| 30            | Girl Meets Legacy                           | 11. března 2016    | 18. prosince 2016  |

| Číslo epizody | Název epizody                         | Premiéra v USA     | Premiéra v ČR    |
| ------------- | ------------------------------------- | ------------------ | ---------------- |
| 1             | Girl Meets High School: Part One      | 3. června 2016     | 7. ledna 2017    |
| 2             | Girl Meets High School: Part Two      | 5. června 2016     | 14. ledna 2017   |
| 3             | Girl Meets Jexica                     | 10. června 2016    | 21. ledna 2017   |
| 4             | Girl Meets Permanent Record           | 17. června 2016    | 28. ledna 2017   |
| 5             | Girl Meets Triangle                   | 24. června 2016    | 4. února 2017    |
| 6             | Girl Meets Upstate                    | 8. července 2016   | 11. února 2017   |
| 7             | Girl Meets True Maya                  | 15. července 2016  | 18. února 2017   |
| 8             | Girl Meets Ski Lodge Part 1           | 22. července 2016  | 25. února 2017   |
| 9             | Girl Meets Ski Lodge Part 2           | 29. července 2016  | 4. března 2017   |
| 10            | Girl Meets I Do                       | 12. srpna 2016     | 11. března 2017  |
| 11            | Girl Meets the Real World             | 19. srpna 2016     | 18. března 2017  |
| 12            | Girl Meets Bear                       | 26. srpna 2016     | 25. března 2017  |
| 13            | Girl Meets the Great Lady of New York | 16. září 2016      | 1. dubna 2017    |
| 14            | Girl Meets She Don't Like Me          | 23. září 2016      | 8. dubna 2017    |
| 15            | Girl Meets World of Terror 3          | 14. října 2016     | 18. října 2019   |
| 16            | Girl Meets Her Monster                | 4. listopadu 2016  | 3. června 2017   |
| 17            | Girl Meets Hollyworld                 | 18. listopadu 2016 | 4. června 2017   |
| 18            | Girl Meets a Christmas Maya           | 2. prosince 2016   | 3. prosince 2017 |
| 19            | World Meets Girl                      | 6. ledna 2017      | 10. června 2017  |
| 20            | Girl Meets Sweet Sixteen              | 13. ledna 2017     | 17. června 2017  |
| 21            | Girl Meets Goodbye                    | 20. ledna 2017     | 18. června 2017  |